# White Earth (Minnesota)
White Earth – jednostka osadnicza w Stanach Zjednoczonych, w stanie Minnesota, w hrabstwie Becker.